# Estación de Belmez
Belmez fue una estación de ferrocarril situada en el municipio español de Belmez, en la provincia de Córdoba. En sus orígenes constituyó una estación donde empalmaban las líneas Almorchón-Belmez y Córdoba-Belmez. Debido a esta circunstancia, durante muchos años el recinto tuvo una importante actividad ferroviaria y llegó a disponer de numerosas instalaciones. En la actualidad no se conserva el antiguo complejo ferroviario.

## Situación ferroviaria
La estación, situada a 495 metros de altitud, originalmente formó parte de los siguientes trazados:
- Línea férrea de ancho ibérico Almorchón-Belmez, punto kilométrico 63,715.
- Línea férrea de ancho ibérico Córdoba-Belmez, punto kilométrico 71,010.[2]

## Historia
La estación entró en servicio el 1 de abril de 1868 con la apertura al tráfico la línea que buscaba unir Almorchón con Belmez. La Compañía de Caminos de Hierro de Ciudad Real a Badajoz y de Almorchón a Belmez fue la impulsora de la línea y su gestora hasta abril de 1880, fecha en la cual fue absorbida por la compañía MZA. La estación, que constituía la terminal de la línea Almorchón-Belmez, llegó a contar con un depósito de locomotoras y una placa giratoria. Las instalaciones también contaban con un edificio de viajeros, un muelle-almacén de mercancías, varias vías de servicio, depósitos de agua, etc. La estación llegó a estar muy ligada a la actividad minera, habilitándose un ramal que enlazaba con la mina de Santa Isabel. A partir de 1873 la línea Córdoba-Belmez llegaba hasta la estación, donde empalmaba con el trazado original. Se llegó a suscribir un contrato entre las operadoras de ambos trazados, las compañías MZA y «Andaluces», para un uso compartido de las instalaciones. Sin embargo, cuando Andaluces completó la construcción de la estación de Cabeza de Vaca, centralizó allí la mayoría de sus servicios.
En 1941, con la nacionalización de las líneas de ancho ibérico, las instalaciones pasaron a integrarse en RENFE. Debido a la unificación que se produjo del trazado entre Córdoba y Almorchón, la nueva propietaria decidió suprimir el depósito de locomotoras de Belmez. El declive de la actividad minera en la comarca durante la década de 1960 marcó también la decadencia del complejo ferroviario, que fue perdiendo importancia. El 1 de abril de 1974 se cerró la línea al tráfico de pasajeros, lo que significó el cierre de muchas de las estaciones del trazado —como fue el caso de las instalaciones de Belmez—. En 2007 los antiguos edificios de la estación fueron derribados debido al mal estado de conservación y al peligro de derrumbe.